# There Must Be an Angel (Playing with My Heart)
There Must Be an Angel (Playing with My Heart) ist ein Lied von den Eurythmics aus dem Jahr 1985, das von Annie Lennox und David A. Stewart geschrieben wurde. Es wurde erstmals auf dem 1985er Album Be Yourself Tonight veröffentlicht. Die Single wurde im Juni 1985 veröffentlicht und war der erste Nummer-eins-Hit des Duos in Großbritannien.

## Geschichte
Die Aufnahmen zum Album fanden in Paris statt, aber die Eurythmics buchten für diese Aufnahme ein Tonstudio in Los Angeles, weil Stevie Wonder die Mundharmonika zu dem Lied beisteuern sollte. 
Stevie Wonder erschien zu spät zu den Aufnahmen, aber Lennox resümierte später: „Dieser Mann ist ein ausgezeichneter Musiker, auf den es sich lohnt zu warten“. Das Lied wird als zuckersüßer Popsong bezeichnet. Die Eurythmics spielten das Lied auch anlässlich der Verleihung der BRIT Awards 1999 mit Stevie Wonder.

## Veröffentlichung
Zunächst erschien das Lied auf dem im Mai 1985 veröffentlichten Album Be Yourself Tonight. Im Juni 1985 erschien die Albumversion als Single, auf der B-Seite befand sich der bis dahin unveröffentlichte Song Grown Up Girls. Weiterhin erschienen eine 5:22 Minuten lange Maxi-Single sowie ein 6:10 Minuten langer „Special Dance-Mix“ von Jon Bavin und Dean Garcia, auf der B-Seite befand sich jeweils ebenfalls Grown Up Girls.

## Musikvideo
Das dazugehörige Musikvideo wurde mit einem Budget von 100.000 GBP in einem Theater aus der Zeit von König Eduard VII. in Wimbledon gedreht. Die Tanzszenen wurden von Billy Poveda choreografiert, mit dem Annie Lennox später eine Liebesbeziehung verband. Mit dem Video wollten die Eurythmics Ken Russells Film Die Teufel aus dem Jahr 1971 Tribut zollen, Stewart verkleidete sich als Ludwig XIII. und Lennox als Engel, wenn auch ohne Flügel. Die Szenerie ist dem Hof des Königs nachempfunden und mit zahlreichen als Nymphen, Engel, Gottheiten und Sagengestalten verkleideten Statisten angereichert. Die weiß gekleidete und mit einer blonden Perücke versehene Annie Lennox singt das Lied für den als König verkleideten Stewart, den die Darbietung langweilt und der dabei einnickt. Erst als der Gospelchor zu singen beginnt, wacht er auf und huldigt den Künstlern, die vor ihm einen Hofknicks machen. Er gibt ihnen Geld und lässt weiße Tauben aufsteigen. Das Video endet mit der Nahaufnahme eines Augenzwinkerns von Stewart.

## Coverversionen
- 1991: Utah Saints
- 1997: Leningrad Cowboys
- 1999: Fantastic Plastic Machine
- 2001, 2021: No Angels
- 2002: Max Raabe
- 2008: Luciano Pavarotti feat. Eurythmics